# Javier Sierra
Javier Sierra (ur. 1971 w Teruel) – hiszpański pisarz i dziennikarz.
Od najmłodszych lat interesuje się komunikacją społeczną. W wieku 12 lat prowadził pierwszy program na antenie radiowej. Zdobył potem popularność jako prezenter telewizyjny. Studiował na Uniwersytecie Complutense w Madrycie (hiszp. Universidad Complutense de Madrid, UCM) na kierunku: dziennikarstwo.
Pierwszą swoją książkę wydał w 1995 roku. Pisarz nieustannie podróżuje po świecie w poszukiwaniu tajemnic.

## Publikacje

### Teksty popularnonaukowe
- 1995: Roswell: Secreto de Estado (Tajemnice Roswell)
- 1997: La España extraña wspólnie z Jesúsem Callejo

### Powieści
- 1998 – La Dama Azul (pol. wyd. pt. Błękitna dama, 2008; tłum. Magdalena Biejat)
- 2000 – En Busca de la Edad de Oro
- 2000 – Las Puertas Templarias (pol. wyd. pt. Bramy templariuszy, 2006)
- 2002 – El Secreto Egipcio de Napoleón
- 2004 – La Cena Secreta (pol. wyd. pt. Tajemna wieczerza, 2009)
- 2007 – La Ruta Prohibida